# Mercedes Lambre
Mercedes Rodríguez Lambre, född 5 oktober 1992 i La Plata, Buenos Aires, är en argentinsk skådespelerska, sångerska, dansare och modell. Hon är mest känd för rollen som Ludmila Ferro i Disney Channel-serien Violetta.